# جيرالد مور
جيرالد مور (بالإنجليزية: Gerald Moore)‏ هو صحفي أمريكي، ولد في 3 يوليو 1938 في ألباكركي في الولايات المتحدة.